# 法布里环形山
法布里环形山（Fabry）是月球背面北半部一座古老的大撞击坑，约形成于45.5-39.2亿年前的前酒海纪，其名称取自法国物理学家夏尔·法布里(Charles Fabry，1867年-1945年)，1970年被国际天文学联合会批准接受。

## 描述

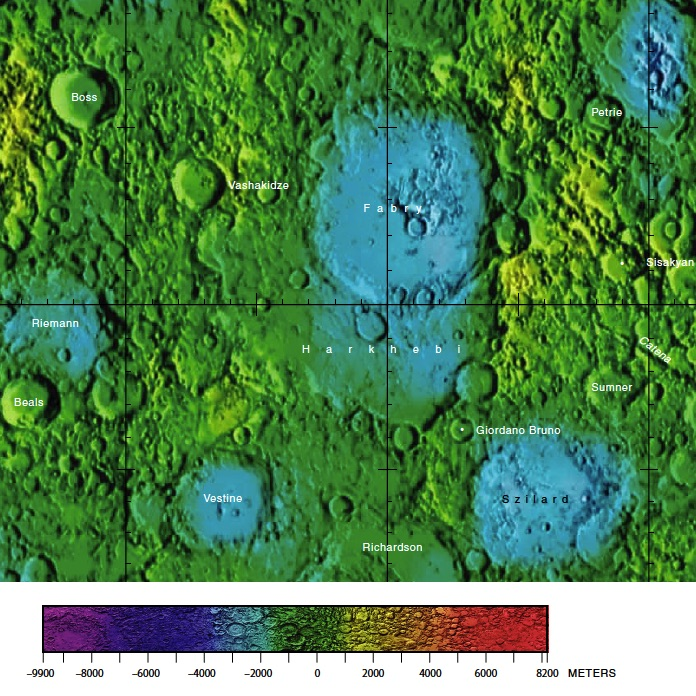
法布里环形山的周边.月球背面区域详图。

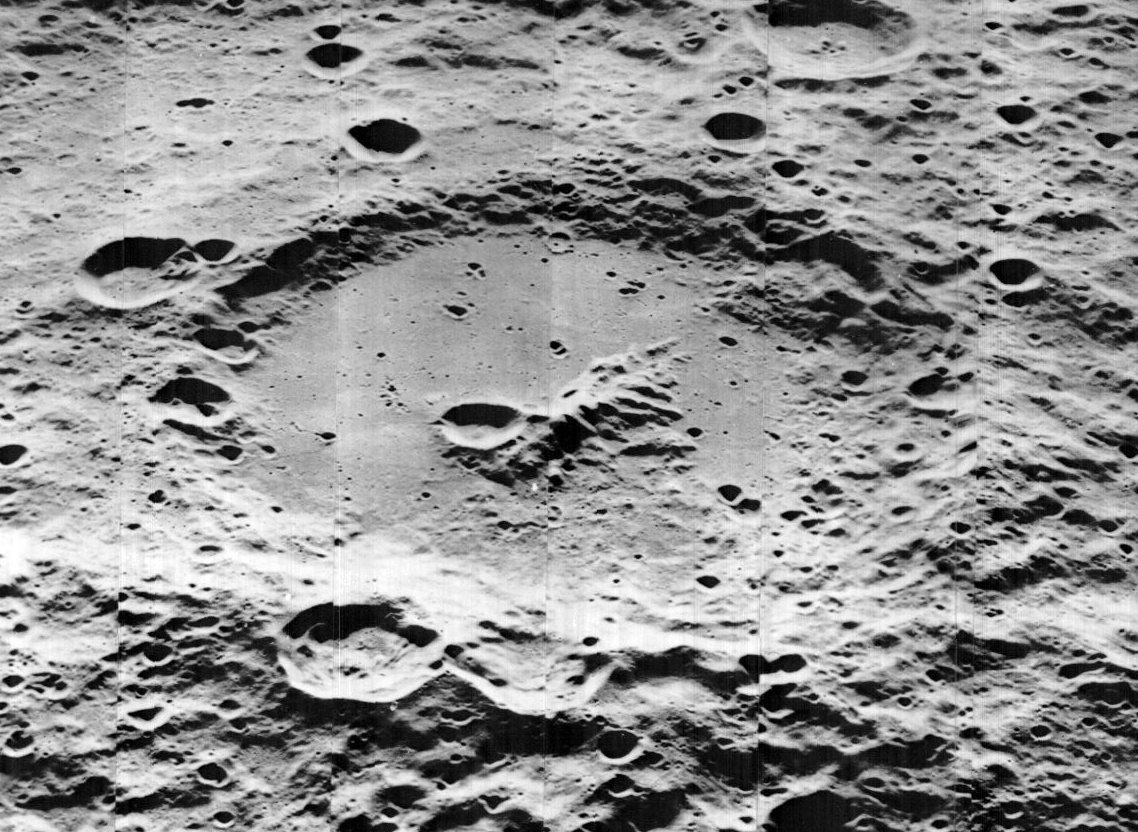
月球轨道器5号拍摄的西向斜视图

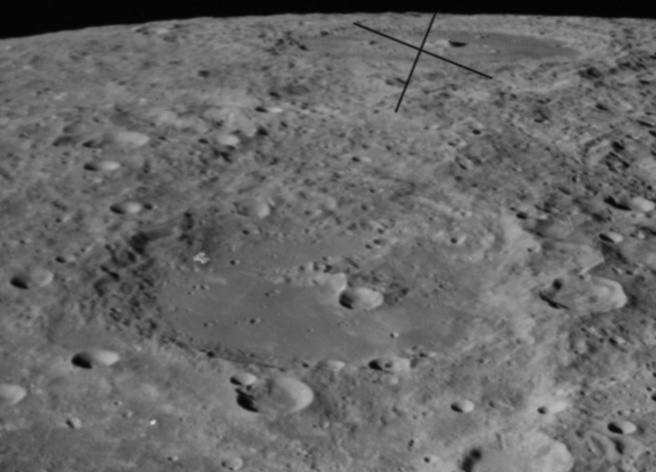
阿波罗14号哈苏相机拍摄的斜视图，后面是康普顿环形山。

法布里环形山属于"环壁平原类"大陨坑，就位于月球正面东北侧边沿之后，该区域有时在月球摄动期间会进入地球视野范围，但只能看到其边缘，无法看清更多的细节。该环形山自身尺寸非常突出，它坐落在更大的哈尔赫比环形山的东北壁上，西侧靠近瓦沙基泽陨石坑、东北偏北毗邻略小的康普顿环形山、较小的皮特里陨石坑和西萨基扬陨石坑位于它的东面、东南横亘了萨姆纳环形山，而它的西北则坐落了洪堡海。该陨坑中心月面坐标为43°04′N 100°41′E / 43.07°N 100.68°E，直径179.44公里，深度约3.029公里。
法布里环形山外观接近圆状，坑壁已被严重侵蚀和磨损，显示带有一些明显的撞击裂口。沿东侧壁坐落了包含卫星坑"法布里 H"在内的二座小陨坑，西北壁则穿切有一道小弯谷，其余部分坑壁也覆盖了众多更小的撞击坑，其中最突出的是重叠在南侧外壁上的一座小陨坑。法布里环形山坑壁高出周边地形1870米，内部容积约有13400公里3。坑底表面除东北部外，大体较为平整，可能已被熔岩覆盖。中心点附近延伸着一道长约40多公里，呈东西走向的大山岭，紧挨它的东南则坐落了一座醒目的小陨坑，其余坑底表面散布着一些细小的坑穴，靠近内侧壁附近地表则较为崎岖粗糙。来自南方焦尔达诺·布鲁诺陨石坑的射纹线穿过哈尔赫比环形山，在法布里环形山坑底留下了一些淡淡的印迹。
该陨石坑在1970年被国际天文学联合会命名前，曾被临时称为"第45号陨石坑"，在一些旧月图中仍能看到该名称。

## 卫星陨石坑
按照惯例，最靠近法布里环形山的卫星坑在月图上以字母标注在该坑中心点的旁边。

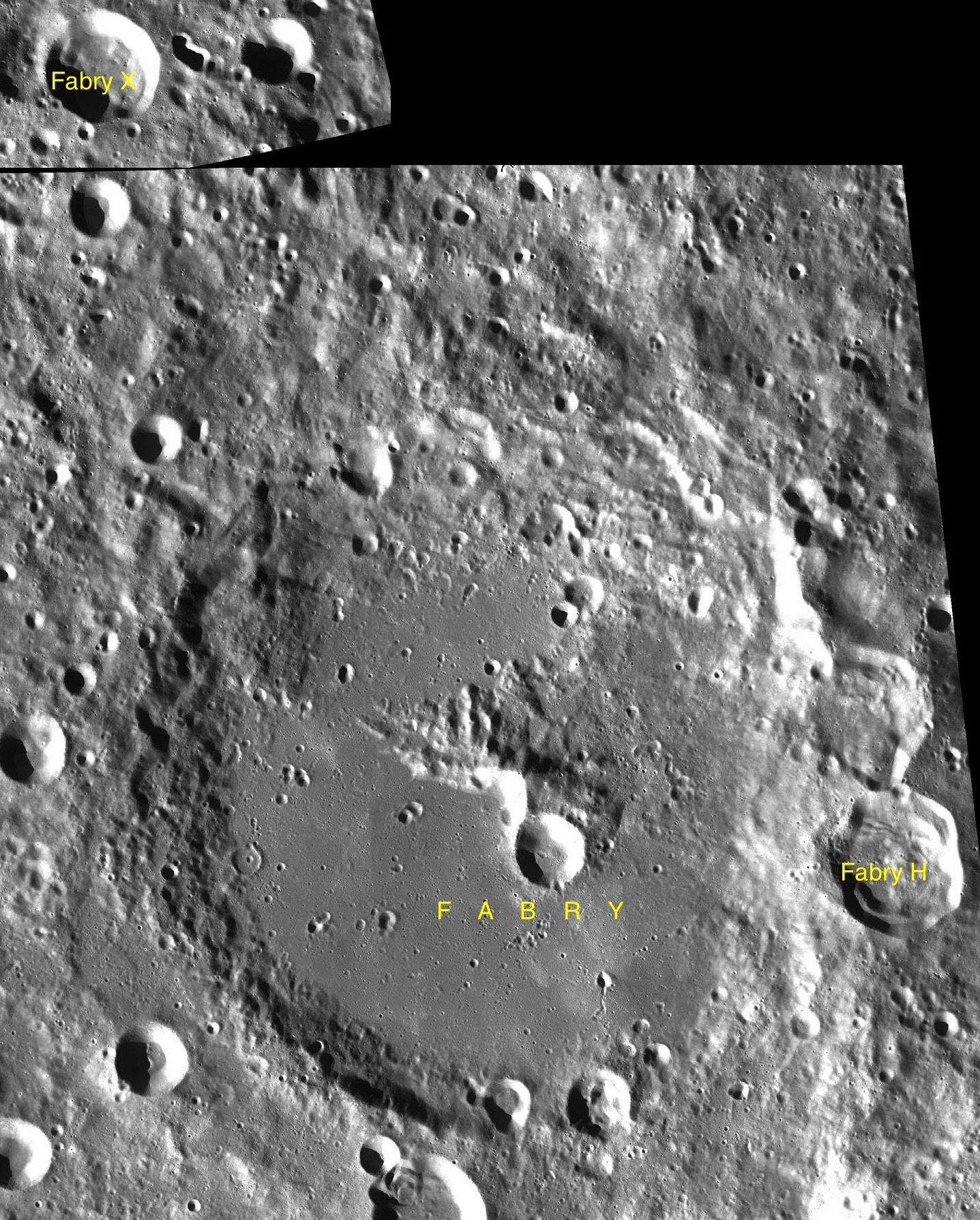
LAC-15和LAC-29拼接图

| 法布里 | 纬度     | 经度      | 直径       |
| ------ | -------- | --------- | ---------- |
| H      | 42.02° N | 105.09° E | 36.93 公里 |
| X      | 48.94° N | 96.62° E  | 28.31 公里 |